# Kreissparkasse Kelheim
Die Kreissparkasse Kelheim ist ein öffentlich-rechtliches Kreditinstitut mit Sitz in Kelheim in Bayern. Ihr Geschäftsgebiet ist der Landkreis Kelheim mit Ausnahme der Märkte Langquaid und Rohr und der Gemeinden Herrngiersdorf und Wildenberg, der Markt Au i.d. Hallertau und die Gemeinde Rudelzhausen im Landkreis Freising, sowie der Markt Altmannstein und der Gemeinde Mindelstetten im Landkreis Eichstätt.

## Organisationsstruktur
Die Kreissparkasse Kelheim ist eine Anstalt des öffentlichen Rechts. Rechtsgrundlagen sind das Sparkassengesetz, die bayerische Sparkassenordnung und die durch den Verwaltungsrat der Sparkasse erlassene Satzung. Organe der Sparkasse sind der Vorstand und der Verwaltungsrat. Die Kreissparkasse Kelheim besteht nach eigenen Angaben seit mehr als 178 Jahren und unterhält 31 Filialen und SB-Geschäftsstellen im Geschäftsgebiet. Sie weist einen Marktanteil von 48 % im Privatkundengeschäft aus und ist damit nach eigenen Angaben Marktführer.
Im Juni 2024 wurde bekannt, dass die Kreissparkasse Kelheim und die Sparkasse Ingolstadt Eichstätt eine Fusion zur Sparkasse Mittelbayern anstreben.

## Geschäftsausrichtung
Die Kreissparkasse Kelheim betreibt als Sparkasse das Universalbankgeschäft. Die Kreissparkasse Kelheim wies im Geschäftsjahr 2023 eine Bilanzsumme von 2,825 Mrd. Euro aus und verfügte über Kundeneinlagen von 2,188 Mrd. Euro. Gemäß der Sparkassenrangliste 2023 liegt sie nach Bilanzsumme auf Rang 173. Sie unterhält 29 Filialen/Selbstbedienungsstandorte und beschäftigt 438 Mitarbeiter.

## Sparkassen-Finanzgruppe
Die Kreissparkasse Kelheim ist Teil der Sparkassen-Finanzgruppe. Die Sparkasse vertreibt daher z. B. Bausparverträge der LBS, offene Investmentfonds der Deka und vermittelt Versicherungen der Versicherungskammer Bayern. Die Funktion der Sparkassenzentralbank nimmt die Bayerische Landesbank wahr.